# Esperó (hípica)

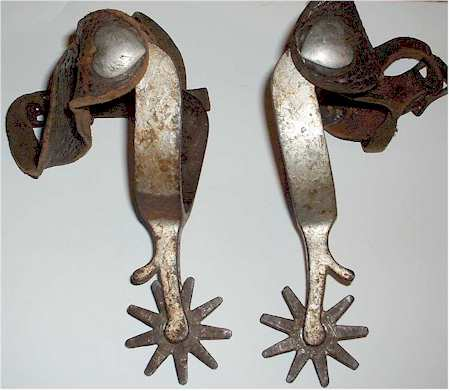
Esperons.

Els esperons són unes rodetes de punxes metàl·liques que es col·loquen en el taló de les botes del genet, amb el propòsit de dirigir els moviments del cavall. Són utilitzades en totes les disciplines eqüestres i existeixen regles en el seu disseny i ús, per evitar que es constitueixi qualsevol tipus d'abús contra els animals.
Els esperons es componen bàsicament d'un arc o cos, que és la part corba per ajustar al taló, les potes que són les parts que van a cada costat del peu, la rodeta, que és el disc per esperonar el cavall; i l'eix que és la part on se subjecten i giren les rodetes.
Particularment cridaner és l'esperó xilè, la rodeta (disc amb pues) és de grans dimensions, amb un diàmetre de 4,5 a 5 polzades, però també n'hi ha de fins a 7 polzades. Aquest tipus d'esperó també és anomenat natzarè, per la llargària de les seves pues representant la corona de Crist. Tan vistós com la seva rodeta, és el fi treball d'incrustació de metalls de l'esperó xilè, generalment argent sobre ferro, amb motius moriscos i cristians, a causa de la gran influència morisca a Espanya i el fet que van ser els religiosos, principalment els jesuïtes els que van portar i ensenyar art i artesania a Xile, és així com trobem estrelles, mitges llunes, i una sèrie de figures morisques, a les quals es van agregar les creus i altres símbols cristians.